# Оссово
Оссово (пол. Ossowo, нім. Ostau) — село в Польщі, у гміні Любранець Влоцлавського повіту Куявсько-Поморського воєводства.
Населення — 270 осіб (2011).
У 1975-1998 роках село належало до Влоцлавського воєводства.

## Демографія
Демографічна структура станом на 31 березня 2011 року:
|          | Загалом | Допрацездатний вік | Працездатний вік | Постпрацездатний вік |
| -------- | ------- | ------------------ | ---------------- | -------------------- |
| Чоловіки | 131     | 26                 | 87               | 18                   |
| Жінки    | 139     | 35                 | 74               | 30                   |
| Разом    | 270     | 61                 | 161              | 48                   |